# 焔の舌
焔の舌（ほのおのした）は1899年に創刊された、ホーリネス運動のための機関紙。初期日本ホーリネス教会の歴史を知るために貴重な資料である。B4判に四頁の月刊誌であった。

## 歴史
『焔の舌』とは、使徒行伝2章のペンテコステの聖霊降臨に因んだ、英国ペンテコステ同盟会の機関紙の名前であったが、中田重治監督が気に入って名前を借りた。焔が赤いので、赤化宣伝誌かと間違えられたこともある。
1899年、中田重治が青山学院の教授の山田寅之助と共同で始めた。編集人と発行任の名前を、山田と中田で分担した。後に、中田は、山田から独立して、単独で発行した。中田の攻撃的な論説が多かった。
1902年に月二回の発行になる。さらに、週刊になる。1917年、警保局長に呼ばれて、赤化運動と誤解されやすいから、題名を変えるように頼まれて、「聖潔（きよめ）の友」に改称した。また、すでに同名のグループが存在しており、その人たちにも愛読されていた。また、聖潔の友という欄を設けて、そのグループの人々の消息を掲載していたことが理由である。
1923年9月1日の関東大震災により、印刷所が被災し焼失する。そのために、9月は発行ができなかった。翌月10月8日にザラ紙の四頁の誌を印刷した。10月8日号には、小出朋治の「御守りの記」と菅野鋭の「横浜の惨状」が掲載された。次号の10月19日号は、やや質の良い四頁の誌になり、以後しばらく四頁建が続いた。
1924年より、中田は主筆を米田豊に譲る。1933年のホーリネス分裂事件の際には、米田は主筆を辞任した。
引き続き、中田側のきよめ教会の機関紙になり、1939年の中田の没年まで、中田の独特の聖書解釈（日ユ同祖論）が展開された。